# Park Narodowy Morza Wattowego
Park Narodowy Morza Wattowego (duń. Nationalpark Vadehavet) – park narodowy w południowo-zachodniej części Danii. Obejmuje ochroną duńską część Morza Wattowego, które znajduje się również na terytorium Niemiec i Holandii.
W 2009 roku niemiecka i holenderska część Morza Wattowego zostały wpisane na listę światowego dziedzictwa UNESCO – w 2014 roku wpis został poszerzony o część duńską i na listę dopisano 80% obszaru Parku Narodowego Morza Wattowego.

## Położenie
Utworzony 16 października 2010 roku park o powierzchni 1459 km² leży w południowo-zachodniej części Danii. Park Narodowy Morza Wattowego jest największym parkiem narodowym na obszarze Danii właściwej.
Zajmuje obszar Morza Wattowego z wyspami Fanø, Mandø i Rømø, Blåvandshuk i część rozlewisk za rowami wodnymi na stałym lądzie, m.in. Tjæreborgmarsken, Ribemarsken, Margrethekogen oraz ziemie wydarte morzu, tzw. kogi, w Tøndermarsken. Obejmuje ochroną płytkie wody, watty, wyspy, wydmy, rozlewiska i słone mokradła.
Park leży na terenie czterech gmin: Tønder, Esbjerg, Fanø i Varde.

## Opis
Park obejmuje ochroną krajobraz wattowy – szerokich równin pływowych odsłanianych w czasie odpływu morza. W ciągu 25 godzin występują dwa przypływy i dwa odpływy, a różnica pomiędzy przypływem a odpływem waha się od 1,5 m w Esbjergu do 2 m na południu Rømø. Podczas pływów przez watty przepływa 1 miliard m³ wody, niosącej 70 milionów ton osadów. Z czasem osady utworzyły mielizny, z których później powstały wysepki.
Obszar ten ma szczególnie znaczenie jako ostoja dla ptaków wędrownych – co roku zatrzymuje się tu 12–15 milionów ptaków podczas migracji szlakiem wschodnioatlantyckim (ang. East Atlantic Flyway). Przylatuje tu przynajmniej 40 gatunków ptaków, a osiem z nich ściąga tu co roku całą swoją populację. W parku spotkać można m.in. berniklę białolicą, kaczki z rodzaju Mareca, rożeńca zwyczajnego, szlamnika zwyczajnego, biegusa rdzawego i zmiennego, siewki i kuliki. Gniazdują tu m.in.: biegus zmienny, batalion, sieweczka morska i rybitwa białoczelna. Wiosną i jesienią obserwować można tu zjawisko sort sol, kiedy to przed zachodem słońca tysiące szpaków gromadzą się w ogromne stada, by znaleźć miejsce na nocleg. Jesienią przylatują tu liczne stada gęsi, m.in. gęsi krótkodziobe, gęsi białoczelne, bernikle obrożne i białolice.
Występują tu również foki pospolite (3–4 tys.) i szarytki morskie (75–100 osobników).
W 1996 roku znaleziono pierwszą ostryżycę japońską, która od tego czasu szybko się rozprzestrzeniła, tworząc liczne rafy ostrygowe.
W piasku i mule wattów żyje mnóstwo niewielkich zwierząt, np. mały ślimak Hydrobia ulvae, którego liczebność na jednym metrze kwadratowym to ok. 120 tys. osobników, skorupiak Thalassinidea (100 tys. na 1 m²) czy piaskówka.
Na terenie parku znajdują się pozostałości niemieckiego systemu umocnień – Wału Atlantyckiego.
Morze Wattowe obejmuje przybrzeżne wody Danii, Niemiec i Holandii – rozciąga się od Blåvandshuk do Den Helder na długości 500 km, tworząc najdłuższy, nieprzerwany obszar wattowy na świecie. W 2009 roku niemiecka i holenderska część Morza Wattowego zostały wpisane na listę światowego dziedzictwa UNESCO – w 2014 roku wpis został poszerzony o część duńską i na listę dopisano 80% obszaru Parku Narodowego Morza Wattowego.